# باول شاربنتييه
باول شاربنتييه (بالإسبانية: Paul Charpentier)‏ هو لاعب كرة قدم أرجنتيني في مركز الهجوم، ولد في 1 مايو 2000 في الأرجنتين. لعب مع نويفا شيكاجو.

## وصلات خارجية
- باول شاربنتييه على موقع إي إس بي إن إف سي (الإنجليزية)
- باول شاربنتييه على موقع قاعدة بيانات كرة القدم.إي يو (الإنجليزية)
- باول شاربنتييه على موقع Soccerway.com (الإنجليزية)